# 備前原站
備前原站（日语：／ Bizen-Hara eki */?）是位於岡山縣岡山市北區原，屬於西日本旅客鐵道（JR西日本）的津山線車站。此站是最接近介紹女子馬拉松選手有森裕子的資料館「阿尼莫博物館」的車站。

## 歷史
- 1927年（昭和2年）
  - 4月1日 - 中國鐵道（日语：中鉄バス）本線玉柏站至法界站之間開設原臨時停留場。
    - 當時車站地址是岡山縣御津郡牧石村（日语：牧石村）原。

  - 10月1日 - 一度廢止。
- 1928年（昭和3年）2月20日 - 原臨時乘降場再次啟用。
- 1929年（昭和4年）6月20日 - 原臨時乘降場升級至原停留場。
- 1944年（昭和19年）6月1日 - 中國鐵道的鐵路部門被國有化，成為國有鐵道津山線車站。同時升級至車站，同時改名為備前原站（這是為了區別原站）。
- 1952年（昭和27年）4月1日 - 牧石村編入至岡山市，車站地址變為岡山縣岡山市原。
- 1971年（昭和46年）11月15日 - 成為無人車站。
- 1987年（昭和62年）4月1日 - 伴隨國鐵分割民營化，車站由西日本旅客鐵道（JR西日本）營運。
- 2009年（平成21年）4月1日 - 隨著岡山市成為政令指定都市，車站地址變為岡山縣岡山市北區原。

## 車站構造
車站是一座地面車站，設有1面1線的單式月台，津山方向的列車會開啟左邊車門。津山方向與岡山方向的列車使用同一月台。
此站是由岡山站管理的無人車站。車站大樓內設有候車室。車站出入口直接連接月台。

## 使用狀況
以下為近年1日平均乘車人次列表：
| 乘車人次變化 | 乘車人次變化    |
| 年度         | 1日平均乘車人次 |
| ------------ | --------------- |
| 1999         | 134             |
| 2000         | 122             |
| 2001         | 121             |
| 2002         | 108             |
| 2003         | 98              |
| 2004         | 96              |
| 2005         | 91              |
| 2006         | 83              |
| 2007         | 102             |
| 2008         | 104             |
| 2009         | 96              |
| 2010         | 93              |
| 2011         | 91              |
| 2012         | 95              |
| 2013         | 86              |
| 2014         | 97              |
| 2015         | 93              |
| 2016         | 93              |
| 2017         | 106             |
| 2018         | 109             |

## 車站周邊
車站北邊為山地，車站附近的住宅密度較低。
- 阿尼莫博物館（從車站步行10分鐘）
- 岡山縣道27號岡山吉井線（日语：岡山県道27号岡山吉井線）
- 岡山縣道219號原藤原線（日语：岡山県道219号原藤原線）
- 岡山縣道386號津高法界院停車場線（日语：岡山県道386号津高法界院停車場線）
- 牧石郵局
- 岡山市立牧石小學（日语：岡山市立牧石小学校）
- 岡山縣立岡山支援學校（日语：岡山県立岡山支援学校）（於旭川（日语：旭川 (岡山県)）東邊）
- 旭川莊（日语：旭川荘）（旭川東邊）

## 相鄰車站
西日本旅客鐵道（JR西日本）
 津山線
■快速「壽」
通過
■普通
玉柏－備前原－法界院

## 注腳
1. ↑  岡山縣統計年報

## 外部連結
- 備前原｜車站資訊：JR出門網 - 西日本旅客鐵道（日語）